# Херонімо Карріон
Херонімо Карріон-і-Паласіо (ісп. Jerónimo Carrión‎‎‎‎; 6 липня 1804 — 5 травня 1873) — еквадорський політик, президент країни з вересня 1865 до листопада 1867 року. Також, з 1859 року, обіймав посаду віце-президента.